# Kasteel van Hollogne

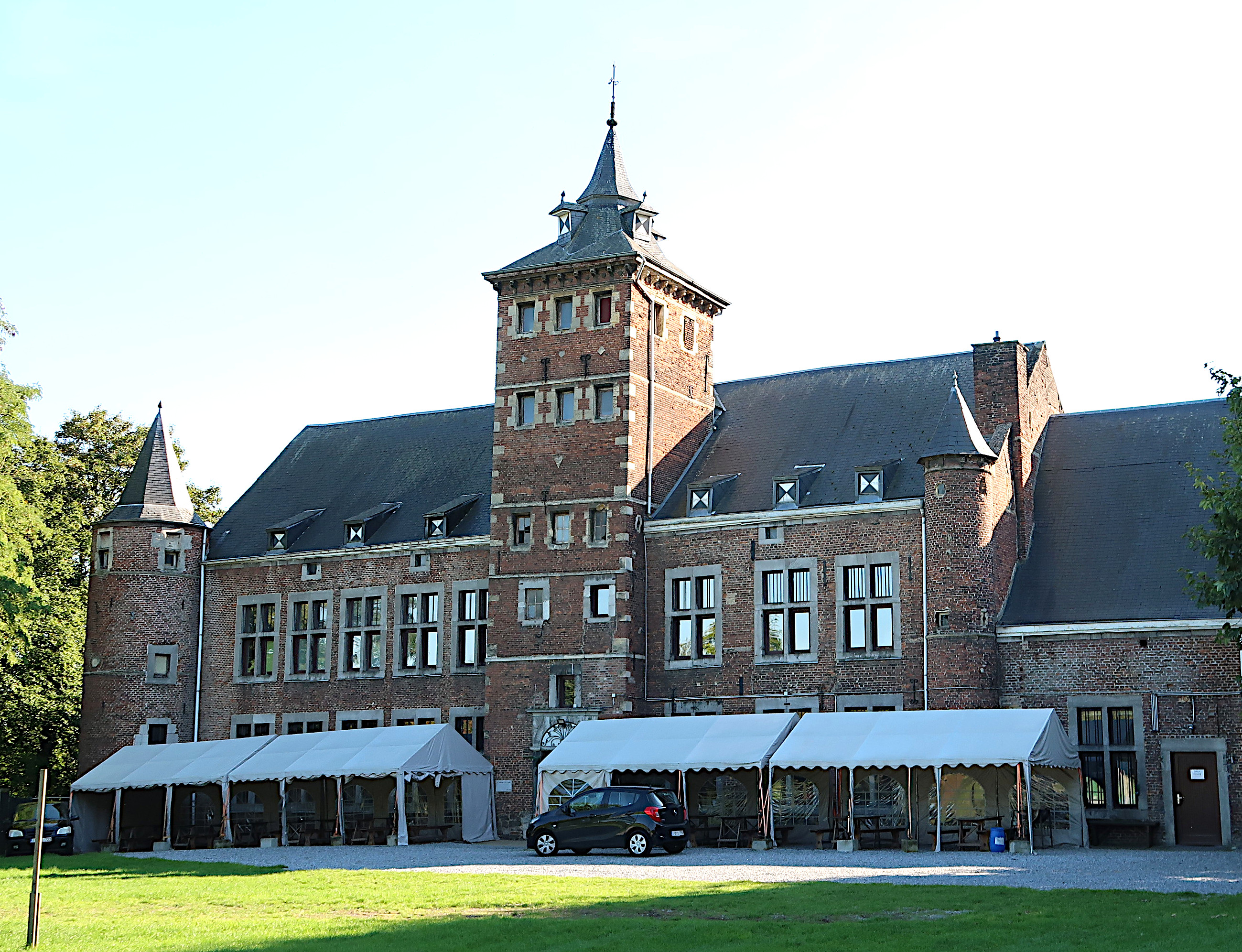
Kasteel van Hollogne

Het Kasteel van Hollogne is een kasteel aan de Rue du Bierset 4-6 te Hollogne-aux-Pierres in de Belgische provincie Luik. Bij dit kasteel hoort ook een boerderij.

## Bezitsgeschiedenis
Eind 13e eeuw was het goed eigendom van de Abdij van Kornelimünster. Deze stelde een slotvoogd aan, waarvan Johan van Luxemburg de eerst bekende was. Later werd het een zelfstandige heerlijkheid die achtereenvolgens in bezit van diverse families kwam. Na de dood van Gérard de Hollogne in 1664 kwam het kasteel aan diens enige dochter, Marie-Gertrude de Hollogne, welke getrouwd was met baron Borchard-Guillaume de Kinsky, welke persoonlijk raadsheer was van de koning van Pruisen. Daarna werd het kasteel meerdere malen verkocht. In 1677 aan Marie-Elisabeth de Royer; in 1729 door Barbe de Noville; in 1757 door Jacques Nicolas Joseph de Coune en midden 19e eeuw door M.P. Mottard en in 1912 door zijn neef M. Lhonneux.
In 1957 kwam het in bezit van de Stations de Plein Air Liégeoises, en werd het een groepsaccommodatie.

## Gebouw
Het kasteel is gebouwd in de 16e, 17e en 18e eeuw. De voorgevel kijkt uit op het park. Het kasteel is vastgebouwd aan de noordoostelijke vleugel van de boerderij. Deze gevel wordt onderbroken door een vierkante toren van zes verdiepingen. Het gebouw is opgetrokken in baksteen met enkele horizontale speklagen in kalksteen. Zowel ten t noordoosten als ten noordwesten van het kasteelgebouw zijn torentjes te vinden. De achtergevel van het kasteeltje kijkt uit op de binnenplaats van de boerderij.
De boerderijgebouwen zijn gegroepeerd rond een binnenplaats. Ze stammen uit de 17e en 18e eeuw, maar zijn in de 19e en 20e eeuw meerdere malen aangepast. Ze zijn opgetrokken in baksteen met omlijstingen van kalksteen. De plint is van blokken zandsteen en kalksteen.
De zuidwestelijke vleugel bevat stallen en een schuur en is van de 17e eeuw. De achterste vleugel is 18e-eeuws. De zuidelijke vleugel is een graanschuur, voorzien van wagenpoorten.
De oostvleugel is eigentijds, met restanten uit de 18e eeuw.